# 451
451 (CDLI) fue un año común comenzado en lunes del calendario juliano, en vigor en aquella fecha.
En el Imperio romano, el año fue nombrado el del consulado de Marciano y Adelfio, o menos comúnmente, como el 1204 Ab urbe condita, adquiriendo su denominación como 451 a principios de la Edad Media, al establecerse el anno Domini.

## Acontecimientos
- 26 de mayo: ocurre la batalla Batalla de Avarayr entre el Reino de Armenia  y el Imperio sasánida La batalla fue un conflicto entre los armenios cristianos y los persas adeptos al zoroastrismo. Armenia, el primer país oficialmente cristiano del mundo (desde el año 301 cuando Gregorio el Iluminador convirtió al rey Tirídates III), se opuso fuertemente al abandono de su fe.
- 20 de junio: en la Batalla de los Campos Cataláunicos (cerca de la actual ciudad de Troyes) los hunos de Atila (aliados con Genserico) se enfrentan a la coalición romano-visigoda comandada por el general romano Flavio Aecio. Aunque no hubo un vencedor claro, Atila acabó retirándose, por lo que los romanos lo consideraron una victoria. Antes de esta batalla, habían conquistado la cuenca del Danubio y habían invadido la península itálica (donde se detuvieron a las puertas de Roma a instancias del papa León I)[1]
- Turismundo, rey de los visigodos, sucede a su padre Teodorico I y es coronado en la capital, Toulouse.
- Concilio de Calcedonia (8 de octubre-1 de noviembre). Concilio ecuménico de la Iglesia: se repudia el monofisismo de Eutiquio y se establece el Credo de Calcedonia, que describe la plena humanidad y la plena divinidad de Cristo, segunda persona de la Santísima Trinidad. Como resultado de este concilio, las  Iglesias ortodoxas orientales, que rechazan esta cristología, se apartan del resto de la cristiandad y, finalmente, se constituyen en comunión separada. Más inmediatamente, Jerusalén se convierte en patriarcado y Dióscoro de Alejandría es depuesto como patriarca de Alejandría.

## Nacimientos
- Brígida de Irlanda, religiosa cristiana.

## Fallecimientos
- Teodorico I, rey visigodo.
- Vardan II Mamiconio, líder militar armenio , mártir y santo de la Iglesia Armenia . Es conocido por liderar el ejército armenio en la Batalla de Avarayr.